# Little Gay Boy
Little Gay Boy – A Triptych ist ein französisches Filmdrama aus dem Jahr 2013. Der Film arbeitet mit pornographischen Elementen und starken religiösen Symbolismen.

## Handlung
Dies ist die Geschichte von der Reise des jungen Jean-Christophe, von seiner Geburt bis zu seiner Wiedergeburt. Seine Mutter ist eine Prostituierte, sein Vater ist nicht vorhanden; ihm scheint es, dass er ein Produkt unbefleckter Empfängnis ist.
Der Film ist dreigeteilt. Im ersten Teil begleiten wir seine Mutter. Dann, im zweiten Teil, entdeckt Jean-Christophe als Teenager seine Sexualität und erforscht die Grenzen seiner Identität. Er träumt von einem Treffen mit seinem Vater. Zwischen roher Gewalt und phantasmagorischen Träumereien pendelnd, findet er ihn schließlich im letzten Drittel des Films. Nun kann er endlich mit seiner Vergangenheit eins werden.

## Hintergrund und Kritiken
Little Gay Boy ist ein Zusammenschnitt dreier Kurzfilme, die in den Jahren 2011 bis 2013 entstanden und weltweit mit großem Erfolg bei LGBT-Festivals gelaufen waren.
Gelobt wird die barocke und in höchstem Maße stilisierte Erzählweise Antony Hicklings, der „schwärmerische visuelle Reichtum“ (Festival ONLY PORN Lyon) und die „bestechend schöne Vision einer psychologischen und poetischen Welt von großer Originalität, die nicht gleichgültig lassen kann“ (Festival Chéries-Chéries Paris).

## Festivals (Auswahl)
- Festival Chéries-Chéris Paris
- Festival Only Porn Lyon
- Festival Durban, Südafrika
- Festival Merlinka, Sarajewo
- Festival Mezipatra, Tschechien
- Festival Zinegoak, Bilbao